# أنيماكورد ستوديو
إستوديو أنيماكورد (بالإنجليزية: Animaccord Animation Studio) هو استوديو رسوم متحركة روسي وعالمي،  يقوم بتطوير وإنتاج وتوزيع الرسوم المتحركة.
أصبحت الشركة معروفة بملكيتها المتحركة الناجحة، ماشا والدب ، والتي تتصدر حاليًا العروض الأكثر طلبًا لمرحلة ما قبل المدرسة في جميع أنحاء العالم  (Parrot Analytics، 2022) وتحمل لقب موسوعة غينيس للأرقام القياسية باعتبارها الرسوم المتحركة الأكثر مشاهدة على YouTube . 

## روابط خارجية
- الموقع الرسمي